# 蘇拉威西野豬
蘇拉威西野豬（學名：Sus celebensis）是豬屬的一種，原產於印尼蘇拉威西島與部分鄰近島嶼。本種豬自遠古時代即為當地居民所馴化利用，近年來其族群數量因棲地破壞與過度捕獵等原因而下降，被IUCN列為近危物種。

## 外形

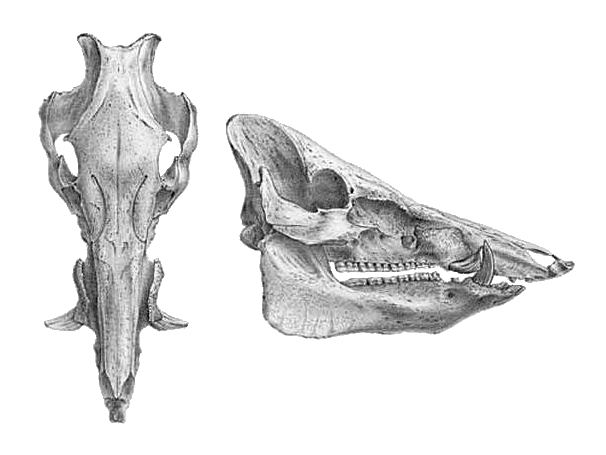
蘇拉威西野豬的頭骨

蘇拉威西野豬身長80-130公分，體重為40-70公斤。鼻上有一淺色環紋，毛色較淺的個體背部有一條紋。毛髮黑、紅與黃者皆有，因此整體外觀可為紅棕色或黑色，其腹部幼年時為深色，成熟後則漸轉為白色，另外其面部有三對凸起的疣，且公豬的疣比母豬的明顯很多。

## 分布
蘇拉威西野豬原產於印尼蘇拉威西島與部分鄰近島嶼，並已被人為引入小巽他群島、摩鹿加群島、帝汶島、錫默盧島與新幾內亞，在這些地方有與野豬雜交的現象。另外也出現於菲律賓東民都洛省，但尚不清楚是原產或是人為引入。本種豬的生存環境多樣，包括雨林、高山森林、草原與農地等:75。
有學者把帝汶島野化的蘇拉威西野豬族群稱為帝汶疣豬，並將其視為蘇拉威西野豬的一個亞種Sus celebensis timoriensis，不過也有人將其視為一獨立物種或屬於野豬。另外也有學者把分布於弗洛勒斯島的霍氏野豬認定為當地野化的蘇拉威西野豬族群。

## 演化
2007年，有研究以粒線體DNA分析豬屬物種的親緣關係，發現蘇拉威西島南部與北部的族群分別形成一個演化支，且在演化樹中與野豬、爪哇疣豬與鬚豬的演化支交錯，顯示蘇拉威西野豬並非單系群，且兩族群可能是各自分別進入蘇拉威西島的。2013年，有研究改以全基因組定序分析東南亞各種豬的親緣關係，結果顯示蘇拉威西野豬是單系群，其姊妹群為鬚豬。細胞核DNA與粒線體DNA的分析結果不一致，可能是因後者樣本太小，造成不完全谱系分选而誤判，也可能是因支序分支後彼此間仍有基因流動所致。根據全基因組定序的研究結果，蘇拉威西野豬的起源只有一次，可能是距今160萬-80萬年前由巽他古陸渡海移入蘇拉威西島的族群。相較之下，鹿豚進入蘇拉威西的時間比蘇拉威西野豬早許多，可能在距今1300萬年前就已經進入。

## 與人類的互動
蘇拉威西野豬自史前時代就是當地人肉類的來源，另外其獠牙可用來雕刻，是當地的一種藝術品:78。
蘇拉威西島南部馬羅斯縣的一座洞窟Leang Timpuseng中有一幅岩畫中有豬形圖案，經铀钍测年法分析顯示其創作年代為距今約35400年前，是已知最早以自然景物為主題的岩畫之一，該畫描繪的物種可能是一種鹿豚，亦可能是蘇拉威西野豬，有研究經圖像比對分析，認為其為鹿豚的可能性較大。

## 生態與保育
蘇拉威西野豬在野外常成小群出現，其食性為雜食性，主要以植物為食，但也會食用蚯蚓、昆蟲、水生無脊椎動物、鼠類、鳥類、甚至腐肉，牠們在原產地的主要天敵則是網紋蟒。本種豬多半於四月至五月生下小豬，一窩可生2-8隻:77。
近年來蘇拉威西野豬的族群數量因為大規模的棲地破壞、過度捕獵等原因而下降，甚至在當地的自然保護區與國家公園都有非法盜獵發生。目前蘇拉威西野豬被IUCN列為近危物種。